# Gioia Arismendi
Gioia Denise Arismendi Lombardini (n. Caracas,  5 de enero de 1984) es una reconocida actriz de telenovelas y modelo.

## Biografía
Gioia Arismendi proviene de una familia de artistas. Su madre es la primera actriz Gioia Lombardini, su padre es publicista y su hermana es escritora de novelas Perla Farías. 
Por esta razón, siempre ha estado involucrada, voluntaria e involuntariamente, con el medio artístico. A Gioia siempre le había interesado la actuación pero su papá le había exigido terminar el bachillerato antes de dedicarse a cualquier otra actividad.

## Carrera
Primero obtuvo el título como bachiller en el colegio San Agustín Codazzi, luego Gioia estudió actuación en el Taller de Teatro Luz Columba con el profesor Nelson Ortega, y en el TET con Santiago Sánchez. Se graduó de licenciada en Artes escénicas en la Universidad Central de Venezuela en 2006.
Se inició en el medio artístico de manera fortuita; su mamá estaba trabajando en RCTV y ella siempre la acompañaba. Un día le ofrecieron un papel y le encantó la actuación.
Su inicio en la pantalla chica se dio a los 8 años, gracias a Marte TV, donde encarnó a Dianita en el dramático Las dos Dianas y posteriormente a esta oportunidad, alrededor de 1996, interpretó a la mejor amiga de Daniela Alvarado en Divina obsesión.
Desde ese momento ha participado en producciones como Mis 3 hermanas, Juana, la virgen y La Cuaima en RCTV, Sabor a ti y Natalia del mar en Venevisión. Su última actuación hasta la fecha es el papel de Paula Guerrero en la telenovela de Venevisión, Amor secreto.
La actriz también se ha fogueado sobre las tablas, a través de Canal Lounge y sus lecturas dramatizadas El latido de creer, Sorángel y Lazos de amor, que le daban la sensación al espectador de estar asistiendo a una grabación dramática. También, participó en las piezas teatrales La Caja Musical, Besos para la Bella Durmiente, Por amor al arte y Magicus, El Bosque Reciclado, esta última escrita y dirigida por ella.

## Filmografía

### Telenovelas
| Año       | Título                              | Personajes                     | Cadena                       |
| --------- | ----------------------------------- | ------------------------------ | ---------------------------- |
| 2015      | Amor secreto                        | Paula Guerrero                 | Venevisión                   |
| 2014      | La virgen de la calle               | Enriqueta Márquez              | Televisa \| RTI Producciones |
| 2013      | Las Bandidas                        | Marta Moreno                   | Televisa \| RTI Producciones |
| 2011-2012 | Natalia del mar                     | Candys Mileidys Romero López   | Venevisión                   |
| 2008      | Torrente, un torbellino de pasiones | Maruja Briceño Mendizábal      | Venevisión                   |
| 2007      | Camaleona                           | Olga "Olguita" Luzardo Ferrari | RCTV                         |
| 2005-2006 | Amantes                             | Carmelina Restrepo             | RCTV                         |
| 2004-2005 | Sabor a ti                          | Purita Valladares              | Venevisión                   |
| 2003      | La Cuaima                           | Maigualida Campos              | RCTV                         |
| 2002      | Juana, la virgen                    | Lili                           | RCTV                         |
| 2000      | Mis 3 hermanas                      | Ronda                          | RCTV                         |
| 1992      | Divina obsesión                     |                                | Marte Televisión             |
| 1992      | Las dos Dianas                      | Dianita                        | Marte Televisión             |

### Teatro
| Año       | Obra                         | Género  | Nota                  |
| --------- | ---------------------------- | ------- | --------------------- |
| 2011-2014 | Magicus, el bosque reciclado | Musical | Escritora y directora |
| 2014      | Malos entendidos             | Comedia |                       |
| 2014      | Sin pecado concebida         | Comedia |                       |

### Cine
| Año  | Película                       | Papel        |
| ---- | ------------------------------ | ------------ |
| 2012 | Bambi C4                       |              |
| 2008 | Un rostro... todos los rostros | Protagonista |